# UFC Fight Night: Poirier vs. Pettis
UFC Fight Night: Poirier vs. Pettis var en MMA-gala som arrangerades av Ultimate Fighting Championship och ägde rum 11 november 2017 i Norfolk i USA. 

## Resultat
1. ↑  Catchweight 138,5 lbs.[3]